# Susiec (Lublin)
Pour les articles homonymes, voir Susiec.
Susiec (prononciation [ˈsuɕet͡s]) est un village de la gmina de Susiec, du powiat de Tomaszów Lubelski, dans la voïvodie de Lublin, situé dans l'est de la Pologne.
Il est le siège administratif (chef-lieu) de la gmina rurale de Susiec.
Susiec se situe à environ 18 kilomètres à l'ouest de Tomaszów Lubelski (siège du powiat) et 105 kilomètres au sud-est de Lublin (capitale de la voïvodie).
Le village comptait approximativement une population de 1 300 habitants en 2006.

## Administration
De 1975 à 1998, le village était attaché administrativement à l'ancienne voïvodie de Zamość.

Depuis 1999, il fait partie de la nouvelle voïvodie de Lublin.

## Personnalités liées au village
- Sylwester Chęciński, réalisateur de film est né dans ce village.